# トライコーダー
トライコーダー（Tricorder）は『スタートレック』シリーズに登場する携帯式の探査、分析、記録に使用される架空の機材。

## 概要
スタートレックシリーズで登場する多目的の携帯分析装置で、劇中で宇宙艦隊士官が使用する描写がある。惑星連邦宇宙艦隊の宇宙艦隊研究・開発部から主に上陸任務時に用いる標準支給品。日本語吹替音声や字幕ではトリコーダーと発音、表記される場合が多々あるが、英語音声の劇中ではトライコーダーと発音される。
未来の技術で開発された架空の装置ではあるものの、未来の装置の理想像として様々な文献に引用される。スタートレックの劇中で使用される装置の中で実現が早くから望まれているアイテムの一つで、近年の情報通信技術の発展に伴って実現に向けて各国で開発が進められつつある。

## 宇宙艦隊トライコーダー
劇中で23世紀での導入以降、24世紀から29世紀以降まで多種多様な機種がある宇宙艦隊トライコーダー（Starfleet tricorder）は地理、気象、生物等のあらゆる分野について探査と分析、記録の機能を備えており、医療専用のメディカルトライコーダーもある。

## メディカルトライコーダー
スタートレックシリーズで登場するトライコーダーの一種の携帯式の診断装置。劇中でレナード・マッコイ医師が使用するが、彼自身はメディカルトライコーダーによる診断に全幅の信頼を置いている訳ではないことが示される。聴診器のようにプローブを患者にあてるだけで診断結果が表示される。

## Tricorder X Prize
Ansari X PrizeやGoogle Lunar X Prizeを主催してきたXプライズ財団による主催で「ヘルスケアを手のひらに」というキャッチフレーズでメディカルトライコーダーの機能を実現するためにTricorder X Prizeが開催された。重量2.3kg未満の診断装置の機能と性能を競う競技でクアルコムがメインスポンサーを務める。開発途上国における医療従事者の慢性的な不足とアメリカの膨張する医療の抑制が開催の動機となっていて診断の技能を不要とし、健康評価を消費者の日常の一部とすることを目的としており、信頼性のある診断を個人で実施可能なように、精密診断技術の技術革新と統合を企図する。単に「技術」に留まらず、「規制」「ビジネスモデル」「社会資本」における既成概念の打破を企図しており、2011年5月10日に発表され、優れた携帯式の診断装置の開発チームへの賞金総額は1,000万USドルで、優勝チームに700万USドル、準優勝チームに200万USドル、3位のチームに100万USドルがそれぞれ授与された。

## トライコーダー・プロジェクト
Peter Jansenによってトライコーダー・プロジェクトが始められた。彼はカナダのオンタリオ州ハミルトンにあるMcMaster大学の大学院生時代に着手した。Jansenは複数のトライコーダーを製作しており、Mark1とMark2は彼のウェブサイトで確認できるが、3番目のトライコーダーであるMark3は廃棄され、4番目のMark4が現在開発が進められている。